# Hugues IV du Maine
Hugues IV, mort le 26 mars 1051, fut comte du Maine de 1036 à 1051. Il était fils d'Herbert Ier Éveille-Chien, comte du Maine, de la famille des Hugonides.

## Biographie
Comme il était mineur à la mort de son père, survenue entre 1032 et 1035, la régence fut assurée par son grand-oncle, le pro-angevin Herbert Bacon. Gervais du Château du Loir, évêque du Mans, était un partisan blésois, et le régent et l'évêque entrèrent bientôt en lutte. Gervais, par un concile populaire, réussit à faire chasser Herbert en 1036 et proclama la majorité d'Hugues IV. Il arrange le mariage d'Hugues avec Berthe de Blois, mais Geoffroy II Martel, comte d'Anjou réplique en envahissant le Maine. Ce fut une époque où l'anarchie féodale s'installa dans le Maine, alors en proie aux ambitions angevines, blésoises et bientôt normandes.
Hugues IV avait épousé vers 1046 Berthe de Blois, veuve d'Alain III, duc de Bretagne et fille d'Eudes II, comte de Blois et d'Ermengarde d'Auvergne. Ils eurent :
- Herbert II († 1062), comte du Maine ;
- Marguerite (v. 1045 † 1063), fiancée à Robert Courteheuse, futur duc de Normandie, fils de Guillaume le Conquérant.